# Schizocosa darlingi
Schizocosa darlingi är en spindelart som först beskrevs av Pocock 1898.  Schizocosa darlingi ingår i släktet Schizocosa och familjen vargspindlar. Inga underarter finns listade i Catalogue of Life.